# Bronisławów (gromada)
Bronisławów – dawna gromada, czyli najmniejsza jednostka podziału terytorialnego Polskiej Rzeczypospolitej Ludowej w latach 1954–1972.
Gromady, z gromadzkimi radami narodowymi (GRN) jako organami władzy najniższego stopnia na wsi, funkcjonowały od reformy reorganizującej administrację wiejską przeprowadzonej jesienią 1954 do momentu ich zniesienia z dniem 1 stycznia 1973, tym samym wypierając organizację gminną w latach 1954–1972.
Gromadę Bronisławów z siedzibą GRN w Bronisławowie utworzono – jako jedną z 8759 gromad na obszarze Polski – w powiecie grodziskomazowieckim w woj. warszawskim, na mocy uchwały nr VI/10/4/54 WRN w Warszawie z dnia 5 października 1954. W skład jednostki weszły obszary dotychczasowych gromad Adamówek, Badowo-Dańki, Badowo-Mściska, Bronisławów, Kamionka, Marianka, Pieńki-Strzyże, Władysławów i Zbiroża ze zniesionej gminy Piekary, obszar dotychczasowej gromady Ciemne-Gnojna ze zniesionej gminy Radziejowice, obszary dotychczasowych gromad Lutkówka "B", Tłumy i Zimna Woda ze zniesionej gminy Skuły oraz miejscowości Postrzygałki i Sosnowica wyłączone z miasta Mszczonów w tymże powiecie. Dla gromady ustalono 12 członków gromadzkiej rady narodowej.
Gromadę zniesiono 31 grudnia 1959, a jej obszar włączono do nowo utworzonej gromady Mszczonów w tymże powiecie.